# Westerkappeln-Land
Westerkappeln-Land war bis 1939 eine Gemeinde im Kreis Tecklenburg in der damaligen Provinz Westfalen. Ihr Gebiet gehört heute zur Gemeinde Westerkappeln im Kreis Steinfurt in Nordrhein-Westfalen.

## Geografie

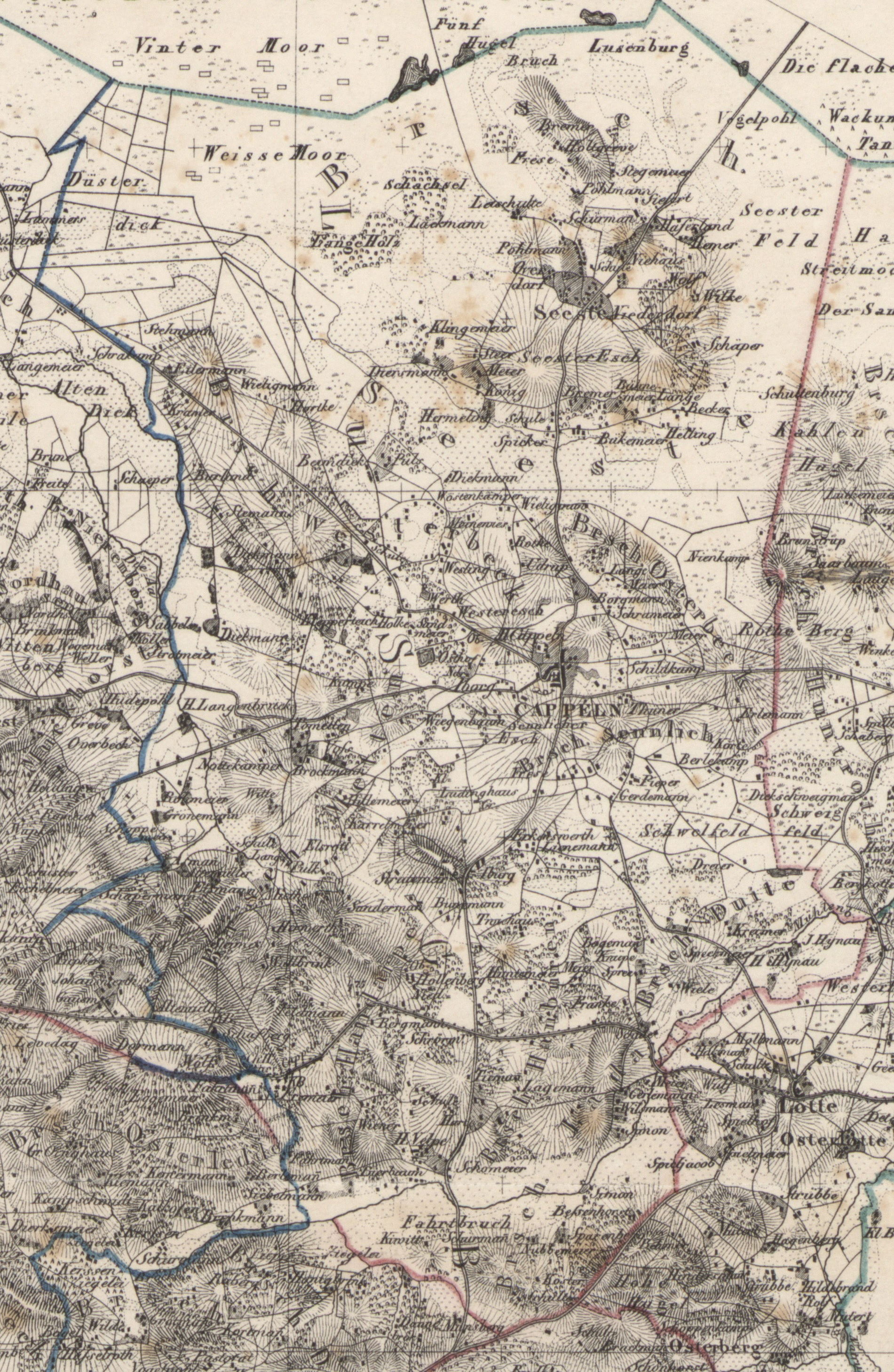
Wigbold und Landgemeinde Westerkappeln mit den zugehörigen Bauerschaften im 19. Jahrhundert

Die Gemeinde Westerkappeln-Land umschloss das Wigbold Westerkappeln und besaß zuletzt eine Fläche von 85 km². Sie bestand aus den Bauerschaften Düte, Lada, Hambüren, Handarpe, Metten, Seeste, Osterbeck, Sennlich und Westerbeck.

## Geschichte
Das Gebiet der Gemeinde gehörte nach der Napoleonischen Zeit zunächst zur Bürgermeisterei Cappeln im 1816 gegründeten Kreis Tecklenburg. Mit der Einführung der Westfälischen Landgemeindeordnung wurde 1844 aus der Bürgermeisterei Cappeln das Amt Cappeln, zu dem seinerzeit das Wigbold und die Landgemeinde Cappeln gehörten.  Die Landgemeinde wurde zu dieser Zeit auch Kirchspiel Cappeln genannt. Etwa seit den 1880er Jahren bürgerte sich Westerkappeln als Name ein.
Am 1. Oktober 1939 wurden die Gemeinden Westerkappeln-Stadt und Westerkappeln-Land zur Gemeinde Westerkappeln zusammengeschlossen.

## Einwohnerentwicklung
| Jahr | Einwohner | Quelle |
| ---- | --------- | ------ |
| 1832 | 4663      | [ 5 ]  |
| 1858 | 4262      | [ 3 ]  |
| 1885 | 4002      | [ 6 ]  |
| 1910 | 4387      | [ 7 ]  |
| 1925 | 5397      | [ 8 ]  |
| 1939 | 4612      | [ 8 ]  |